# Miersiella umbellata
Miersiella umbellata es la única especie del género monotípico Miersiella  perteneciente a la familia Burmanniaceae. Es originaria de América subtropical.

## Descripción
Es una planta herbácea de porte erecto con una altura de entre 5 a 19 centímetros. El rizoma cilíndrico es bulboso, está  cubierto densamente de raíces y  hojas escamiformes. No realiza la fotosíntesis, puesto que vive parasitariamente de hongos y depende totalmente de ellos. 

Las hojas son ovadas o en forma de escudo, de 1,4 a 5 milímetros de largo por 0,6 a 1,5 milímetros de ancho.
Las inflorescencias son umbelas terminales con 4-10, raramente hasta 22 flores. El tallo floral es de color blanco o morado con dos a cuatro brácteas en la base de la umbela. Las flores, de color violeta a blanco, son tubulares, erguidas, de 2,5 a 4,5 milímetros de largo. El fruto es una cápsula elíptica a esférica de aproximadamente 2 milímetros.

## Taxonomía
Miersiella umbellata fue descrita por (Miers) Urb. y publicado en Symbolae Antillanae seu Fundamenta Florae Indiae Occidentalis 3(3): 439, f. 14–17. 1903.
Etimología
Miersiella: nombre genérico otorgado en honor del botánico John Miers.
umbellata: epíteto en latín que significa "con forma de paraguas".
Sinonimia
- Dictyostega umbellata Miers, Proc. Linn. Soc. London 1: 61 (1840).
- Dictyostega costata Miers, Proc. Linn. Soc. London 1: 61 (1840).
- Miersiella aristata Sandwith, Bull. Misc. Inform. Kew 1931: 59 (1931).
- Miersiella costata (Miers) Sandwith, Bull. Misc. Inform. Kew 1931: 59 (1931).
- Miersiella kuhlmannii Brade, Rodriguésia 10(20): 41 (1946).[1][5]